# Ancylometes
Ancylometes is een geslacht van spinnen uit de familie van de Ctenidae (kamspinnen).

## Soorten
- Ancylometes amazonicus Simon, 1898
- Ancylometes birabeni (Carcavallo & Martínez, 1961)
- Ancylometes bogotensis (Keyserling, 1877)
- Ancylometes concolor (Perty, 1833)
- Ancylometes hewitsoni (F. O. P.-Cambridge, 1897)
- Ancylometes japura Höfer & Brescovit, 2000
- Ancylometes jau Höfer & Brescovit, 2000
- Ancylometes pantanal Höfer & Brescovit, 2000
- Ancylometes riparius Höfer & Brescovit, 2000
- Ancylometes rufus (Walckenaer, 1837)
- Ancylometes terrenus Höfer & Brescovit, 2000